# 7715 Leonidarosino
7715 Leonidarosino eller 1996 CR7 är en asteroid i huvudbältet som upptäcktes den 14 februari 1996 av de båda italienska astronomerna Ulisse Munari och Maura Tombelli vid Cima Ekar-observatoriet. Den är uppkallad efter den italienska astronomen Leonida Rosino.
Asteroiden har en diameter på ungefär 7 kilometer och den tillhör asteroidgruppen Maria.